# Cryptocentrus cyanotaenia
Cryptocentrus cyanotaenia és una espècie de peix de la família dels gòbids i de l'ordre dels perciformes.

## Morfologia
Els mascles poden assolir els 12 cm de longitud total.

## Distribució geogràfica
Es troba des de Java (Indonèsia) fins a Papua Nova Guinea. També és present a Palau (Micronèsia).